# Inti Huasi
La gruta d'Inti Huasi és un dom andesític d'origen volcànic situat a la zona central de les serres de San Luis en el Departament Coronel Pringles a 20 km de la Carolina (San Luis) i a 100 km de la capital provincial, en l'República Argentina.
Aquesta cova és un dels jaciments arqueològics prehistòrics més importants d'Amèrica i és visitat per més de 10.000 persones cada any.
Són dues foradades poc fondes protegides per una àmplia arcada que conforma un vestíbul natural.

## Topònim
Actualment es desconeix el nom originari (probablement henia-kamiare, comechingón). El nom relativament actual Inti Huasi prové del quítxua i significa 'Casa del Sol' (inti= 'sol', wasi= 'casa'). Aquest nom no correspon a l'ètnia que creà el jaciment arqueològic Puntano sinó que li'l posaren després de la invasió espanyola (s. XVII) a causa que els missioners cristians empraven com a llengua vehicular per a la catequesi el quítxua.

## Història
Una àmplia arcada, d'origen volcànic, servia de defensa contra el sol de l'estiu i les pluges hivernals.
L'ésser humà arribà a aquest lloc quan la temperatura havia assolit tal extrem que havia generat un procés de desertització i la conca dels llacs estava molt disminuïda.
Els Intihuasi en desaparegueren i hi reaparegueren 300 anys després, al 5900 ae, quan la zona havia adquirit la fesomia actual, per dedicar-se a la cacera i la recol·lecció de fruits, tals com els de la garrofera criolla (Prosopis). A partir d'aquest moment, la vida al territori es transformà i quedà reduïda als marges de les serres de San Luis.
Quan l'any 2000 ae hi arribaren els grups que portaven els fonaments incipients de l'agricultura i ramaderia, l'ésser humà ja no va poder fer els seus trasllats d'acord amb el clima de l'època i començà a buscar zones intermèdies per assentar-s'hi.
A partir de l'any 700 es creen grups vilatans a les petites valls protegides que permetien, en les parts més baixes i humides, els cultius. Mentre que les parets de l'embut que constituïen aquestes valls servien per al pasturatge del bestiar. Les pampes altes i els llocs incults continuaren aportant la quota de caça i recol·lecció de diversos fruits.
Les condicions de les serres no permeteren mai un altre patró que el del llogaret dispers. Hui, molts d'aquests grups vilatans s'han convertit en les poblacions de diferent importància que poblen l'actual vall de Conlara.

## Interès científic
L'interès científic pel lloc es remunta al 1875 quan fou estudiat pel geòleg alemany Luis Brackebusch, que publicà un voluminós estudi sobre les serres de San Luis; llavors el recinte servia com a corral de bovins, cabres o equins, que dipositaren amb la femta un considerable sediment que fou remogut durant les exhaustives excavacions arqueològiques dirigides el 1951 per l'arqueòleg argentí Alberto Rex González.

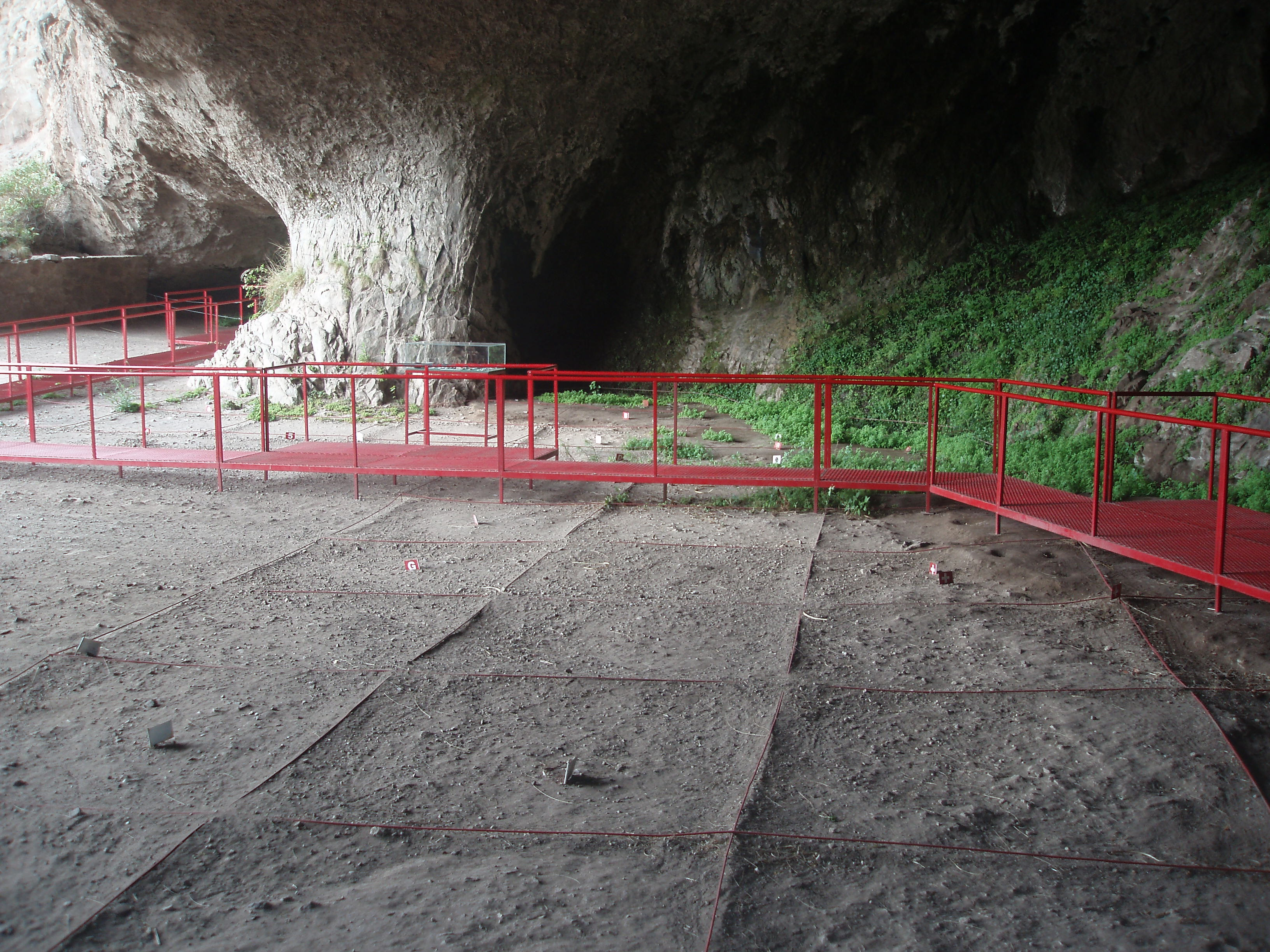
Aspecte actual de la cova d'Inti Huasi

L'excavació arqueològica donà resultats sorprenents sobre la història de la gruta: s'identificaren els estrats més antics amb la cultura preceràmica Ayampitin, i es dataren les restes dels nivells estratigràfics inferiors pel mètode de carboni 14, que remuntaren l'antiguitat del primer assentament humà al 6.200 ae.
Mentre s'efectuaven excavacions enfront del talús del Turó Intihuasi l'any 1948, a causa del traçat d'un camí que arribava al recinte, es posaren al descobert gran quantitat d'objectes lítics, utensilis d'ossos, pintures rupestres i restes humanes.
Davant aquesta troballa, es designà el Dr. Alberto Rex González per realitzar-ne els treballs de recerca l'any 1951.
Les pintures rupestres que hi havia al vessant rocós al fons de la cova s'anaren perdent gradualment fins a desaparéixer totalment per les filtracions d'aigua a les roques, esquerdes produïdes pels moviments sísmics de la zona, els més importants en foren els de la dècada de 1970.

## Material trobat en els nivells estratigràfics durant l'excavació arqueològica de 1951
Nivell I
Aproximadament 500-1500 de.

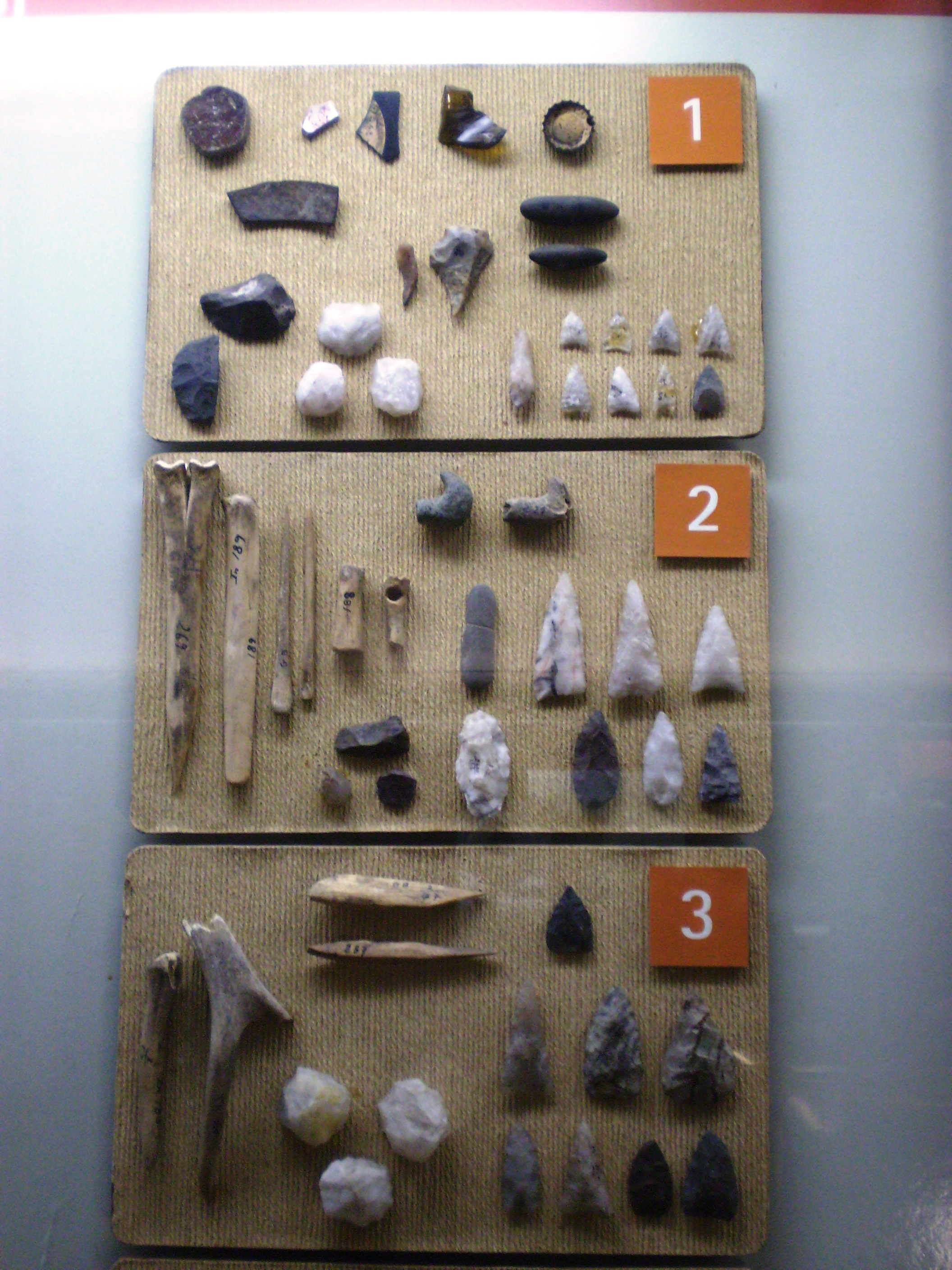
Vitrina dedicada a l'excavació de la cova d'Inti Huasi, Museu de Ciències Naturals de la Plata. Província de Buenos Aires, Argentina

Període més tardà amb ceràmiques. Punta de projectil petita amb barbes sortints.
Predomini de la calcedònia com a material utilitzat en la confecció de les puntes de fletxa.
Predomini dels colors groc i roig per igual tant per a la preparació de la resina com per a la pintura corporal.
Terrisseria llisa tosca.
Els enterraments d'aquesta època es feien en posició genupectoral i es determinà la deformació craniana tabular erecta.
Una mà de morter decorada amb motius pintats en roig indica influències primerenques del nord-oest argentí, sobretot de l'anomenada actualment cultura Condorhuasi.
Nivell II
Aproximadament 1000 ae.
Puntes triangulars sense peduncle i puntes lanceolades. Raspadors de diverses classes. Molins i moletes. Dos tipus de ganxos de propulsor en os i pedra, rascadores o ganivets de pissarra, grans circulars i adorns de mica tallada.
Nivell III
Aproximadament 3000 ae.

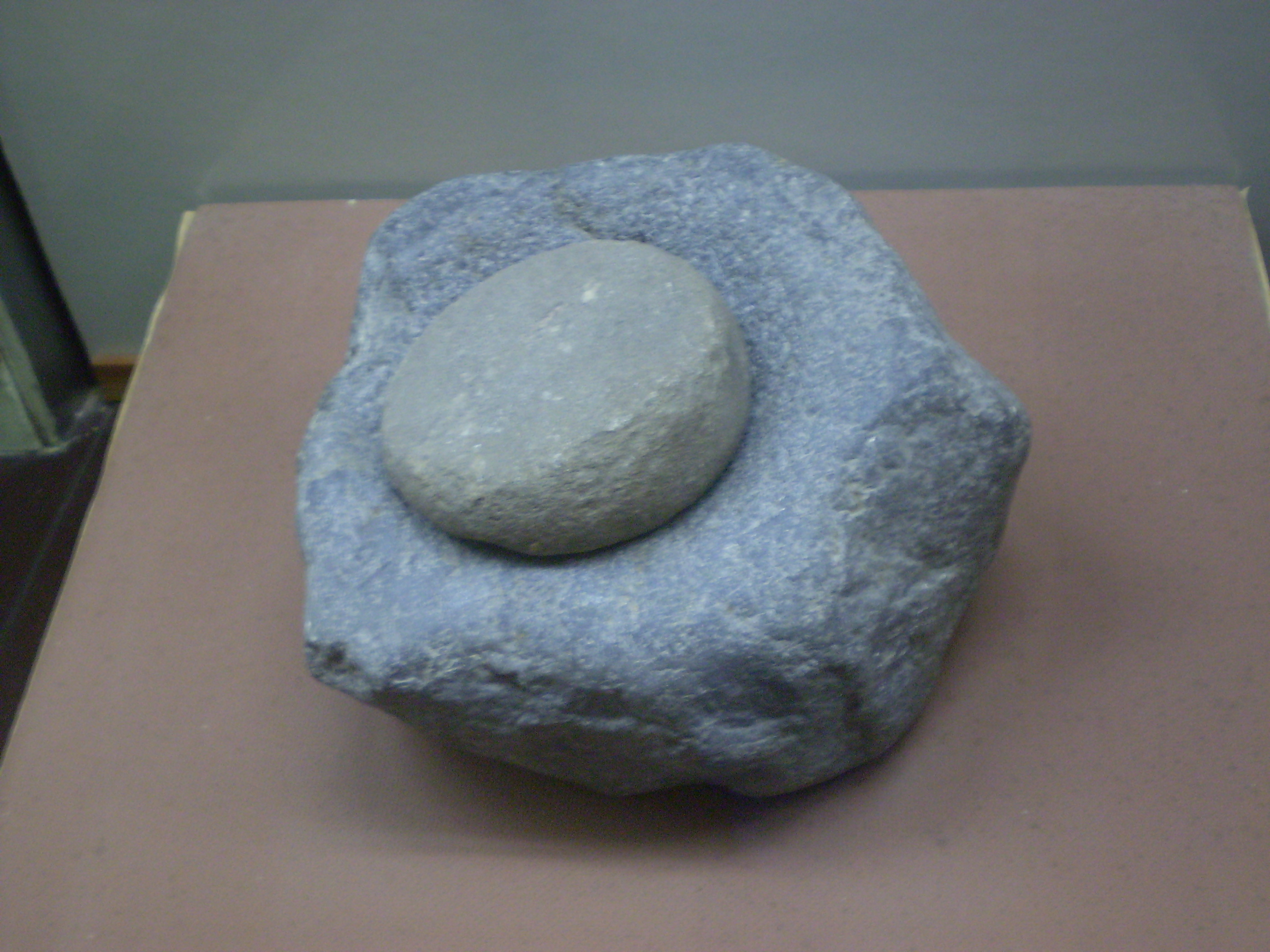
Morter provinent de l'excavació de la cova d'Inti Huasi, Museu de la Plata. Buenos Aires, Argentina

Nivell difícil de definir com una unitat cultural pròpia. Predomini de puntes de projectils grans.
47 puntes de calcedònia sobre un total de 143.
Nivell IV
Aproximadament 6000 ae.
Exclusivament puntes lanceolades (dues de calcedònia sobre un total de 57), raspadores grans circulars, laterals i irregulars.
Mans de mortes, molins plans de forma irregular. Rascadores, perforadores.
Puntes amb la base tenyida de resina negra, tot i que també s'usà pigment hematític i adorns ossis perforats.